# 石渡鉄兵
石渡 鉄兵（いしわた てっぺい、1974年12月6日 - ）は、千葉県市原市出身のボートレーサー。千葉県立木更津高等学校卒業。同期には勝野竜司、鳥飼眞、本部めぐみ、伊藤誠二、立間充宏、辻栄蔵、守田俊介など。
登録第5279号の石渡翔一郎（131期）の実父である。

## 来歴
- 1994年4月21日、選手登録。74期
- 1994年5月16日から多摩川競艇場で開催された 一般戦でデビュー。初出走は6着。
- 1994年7月12日から津競艇場で開催された 一般戦で初1着を飾る。
- 1996年5月12日から江戸川競艇場で開催された 一般戦で初優出。
- 1996年9月14日から江戸川競艇場で開催された 「第21回報知新聞社杯」で初優勝。
- 1997年2月6日から平和島競艇場で開催された G1「第42回関東地区選手権」でG1初出走。
- 2001年8月28日から多摩川競艇場で開催された SG「第47回モーターボート記念」でSG初出場。
- 2005年6月2日から江戸川競艇場で開催された G1「第50回江戸川大賞」でG1初優出。（2着[1]）
- 2009年11月18日から蒲郡競艇場で開催された 一般戦「JLC杯」2日目（11月19日）第4Rで2号艇2コースから差しを決めて勝利[2]し、通算1000勝達成。最終日となる6日目（11月23日）第12R（優勝戦）2号艇2コースから差しを決めて勝利[3]し、通算35回目の優勝で花を添えた。
- 2010年10月15日からボートレース江戸川で開催された G1「第55回江戸川大賞」6日目（最終日）第12R（優勝戦）に3号艇3コースから抜きで勝利[4]し、G1初優勝を果たす。
- 2010年11月23日からボートレース唐津で開催された SG「第13回チャレンジカップ」でSG初優出を果たす。（6着[5]）
- 2012年6月28日からボートレース江戸川で開催された G1「開設57周年記念江戸川大賞」6日目（最終日）第12R（優勝戦）で1号艇1コースから逃げを決めて勝利[6]し、通算2回目のG1優勝を果たす。
- 2014年2月8日からボートレース平和島で開催された G1「第59回関東地区選手権」6日目（最終日）第12R（優勝戦）で1号艇1コースから逃げを決めて勝利[7]し、通算3回目のG1優勝を果たす。
- 2016年5月14日からボートレース平和島で開催された G1「開設62周年記念トーキョー・ベイカップ」最終6日目（5月19日）第6Rで2号艇2コースから差しを決めて勝利し[8]、史上396人目[9]となる通算1500勝を達成[10]し、[9]。
- 2022年10月20日からボートレース江戸川で開催された 一般戦「創刊150周年記念 第46回報知新聞社杯」2日目第9Rで2号艇2コースから差しを決めて勝利[11]し、通算161人目となる通算2000勝を達成[12]

した。
- 2024年6月8日から ボートレース蒲郡で開催された G1「開設69周年記念オールジャパン竹島特別」6日目（最終日）第12R（優勝戦）で1号艇1コースから逃げを決めて勝利[14]し、通算5回目のG1優勝を果たす。初の関東地区以外でのG1制覇を果たした[15]。

## 獲得タイトル

### G1
- 2010年10月20日 「開設55周年記念江戸川大賞」（ボートレース江戸川）
- 2012年7月3日 「開設57周年記念江戸川大賞」（ボートレース江戸川）
- 2014年2月13日 「第59回関東地区選手権」（ボートレース平和島）
- 2023年2月15日 「第68回関東地区選手権」（ボートレース江戸川）
- 2024年6月23日 「開設69周年記念オールジャパン竹島特別」（ボートレース蒲郡）
- 2025年4月18日 「開設72周年記念福岡チャンピオンカップ」（ボートレース福岡）

## 人物・エピソード
- 中学生時代は騎手志望だったが体重オーバーのため断念。
- 高校の同級生には矢口健一（その後早稲田大学野球部→新日本製鐵君津・かずさマジック）がいる。
- 高校3年の時に父親から競艇学校のパンフレットを渡され迷わず受験、一発で合格。
- ホームプールである江戸川は誰よりも愛し自信を持っている舞台であり「江戸川鉄兵」の異名を持つ。江戸川9節連続優出の記録を持つ。記念初優勝も江戸川だった。
- プロ初舞台となった多摩川競艇場（江戸川が新人デビューの水面になる事はない為）で、新人選手としてスタンドのファンに挨拶をしたのだが、そのとき石渡は「僕は江戸川が大好きです。将来は江戸川で勝てるような選手になります」と宣言し、多摩川のファンや関係者を慌てさせた。
- 目標とする選手は三角哲男（3256）。
- 家族構成は、妻、長男、二男、長女と次女の6人暮らし。
- 名前の「鉄兵」の由来は、ちばてつやの「おれは鉄兵」から。
- 中学、高校では卓球部に所属。
- 好きな食べ物はラーメンで、特にとんこつラーメンが好きである。
- MMORPGにハマっており、「ファイナルファンタジー」をプレイ。職業は「吟遊詩人」。パーティーには濱野谷憲吾、辻栄蔵、野澤大二、飯山泰、齊藤仁など。

## 戦績
- 出走回数：7693回
- 1着回数：2134回
- 優出回数：357回
- 優勝回数：85回
- SG優勝回数：0回
- SG優出回数：5回
- SG出走回数：631回
- G1優勝回数：5回
- G1優出回数：23回
- G1出走回数：1850回
- フライング(F)回数：11回
- 出遅れ(L)回数：2回
- 通算勝率：6.88
- 2連対率：49.76
- 3連対率：66.89
- 生涯獲得賞金：1,182,938,160円